# Åke Jönsson

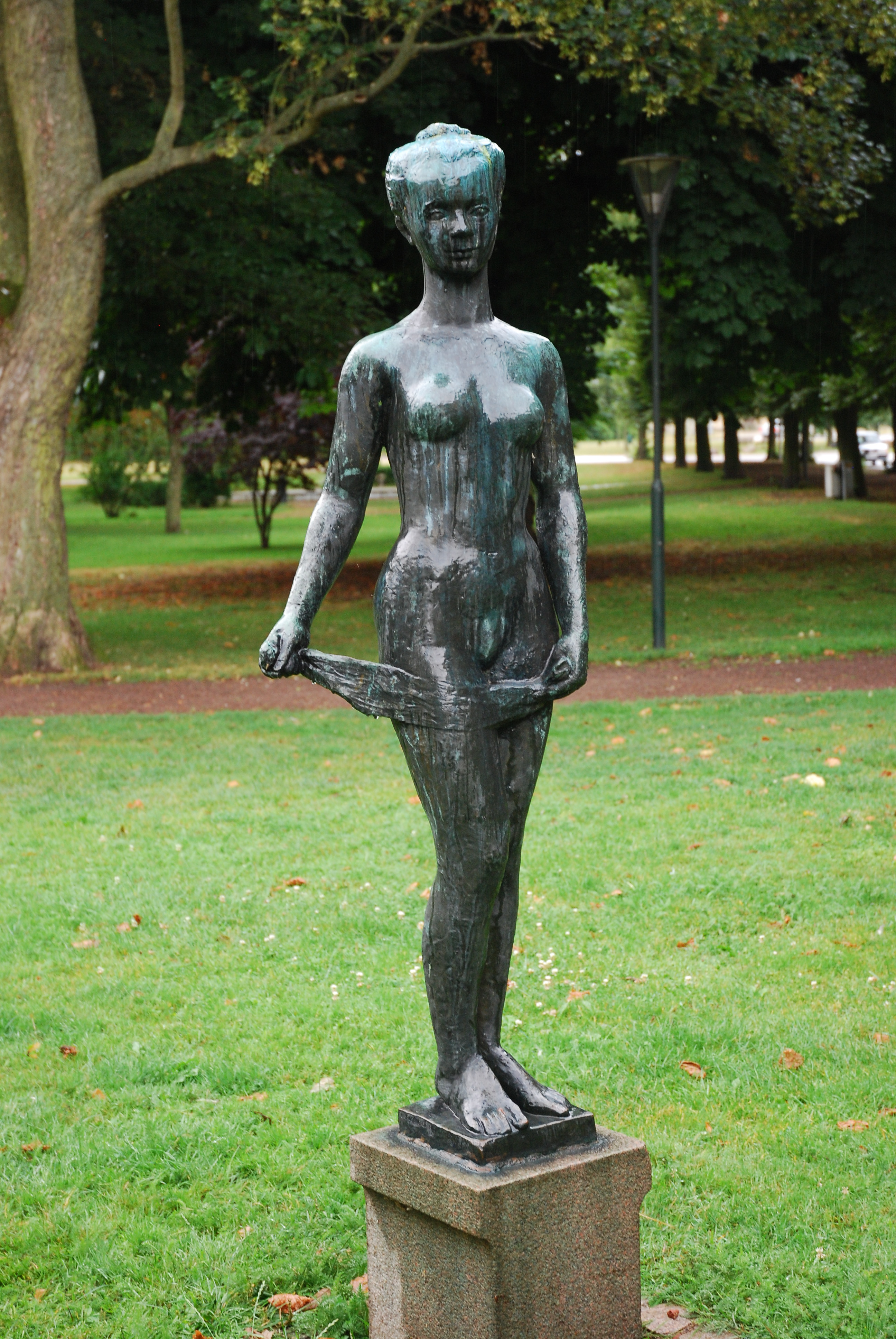
Flicka med slöja, Landskrona.

Åke Sigvard Jönsson, född 15 maj 1921 i Osby, död 16 januari 1992 i Vallåkra, var en svensk skulptör och tecknare. Han var från 1951 gift med konstnären Brita Jacobson.

## Biografi
Åke Jönsson var fosterson till lantarbetare Erland Andersson. Efter att han avlagt realexamen i Svalöv 1939 arbetade han en kort tid som jordbruksarbetare i Skåne innan han fortsatte sina studier vid Högre konstindustriella skolan där han avlade en teckningslärarexamen 1944. Han fortsatte med skulpturstudier för Eric Grate vid Konsthögskolans  skulpturskola 1944–1949, därefter följde studieresor till Frankrike 1949 samt Italien och Frankrike 1951.
Han medverkade i Nationalmuseums utställning Unga tecknare 1949 och i Gummesons konsthalls vårutställning 1950 samt utställningen Ung skulptur som visades på Galerie Blanche i Stockholm 1952. Han var representerad i Riksförbundet för bildande konsts utställning Skånekonstnärer som visades på Liljevalchs konsthall 1951 och i utställningen Teckning och skulptur på Welamson konstgalleri 1952, vårutställningarna på Vikingsberg från 1946 och på Liljevalchs vårsalonger från 1954. Jönsson var en flitig utställare och medverkade i ett flertal samlingsutställningar på Göteborgs konsthall, 
Som medlem i Arildsgruppen medverkade han i gruppens utställningar på Konstnärshuset i Arild och han medverkade i ett flertal utställningar arrangerade av Skånes konstförening i Malmö och utställningar arrangerade av Konstnärernas Samarbetsorganisation. Han tilldelades tredje pris vid en tävlan om en skulptur till St:Gertruds kapell i Malmö och fick 1954 anslag för att utföra en relief i koppar och färgemalj till Ystads konstmuseums huvudfasad.
Jönsson var anställd som lärare i skulptur vid Valands konstskola 1953–1961. Han var medlem i KRO, Arildsgruppen, Skånes konstförening och Göteborgs Konstnärsklubb.
Jönsson är representerad på Moderna Museet, Göteborgs konstmuseum,
Helsingborgs museum, Malmö museum, Borås konstmuseum, Östergötlands museum i Linköping, Ystads konstmuseum och Kalmar läns museum. Makarna Jönsson är begravda på Kvistofta kyrkogård.

## Offentliga verk i urval
Åke Jönsson utgav 1991 en sammanställning över sina offentliga skulpturer 

- Stuckrelief (1946), för Tosterups skola.
- Dansös (1948–1949), bronsskulptur för Eskilstuna stadsteater.
- Törst (1958), brons, Esplanaden i Huskvarna.[6]
- Lachesis (1962), Majorslunden i Borås.
- Tre italienskor (1964), brons, Junegården i Jönköping.[7]
- Sto med föl (1971), brons, Karlsrobadet i Eslöv.[8]
- Solenergi (1975), rostfritt stål och emaljerad plåt, affärscentrum kvarteret Sten, Unionsgatan i  Kävlinge.[9]
- Myran (1976), brons, Tuve torg, Göteborg.[10]
- Bönsyrsa (1987), brons, Tivoliparken i Kristianstad.[11]
- Reliefer i glasmosaik (1947), Lantmannaskolan i Svalöv.
- Moder jord (1951), glaserat stengods, Kromosomlaboratoriet i Svalöv.
- Flicka med slöja (1955), brons, Teaterparken i Landskrona.
- Reliefer i Oxelösunds kyrka.
- Granitskulptur, utanför Göteborgs stadsbibliotek.
- Vattenfall, Råcksta, västra Stockholm.
- Dekor i bränt tegel, Helsingborgs krematorium.[12]
- Stenblomman (1950), bronsskulptur i Nyköping.
- De sköna konsternas vagn (1960), brons och glas, på fasaden till Ystads Konstmuseum.
- Fölet (1994), brons, på Stora Östergatan i Ystad.

## Galleri

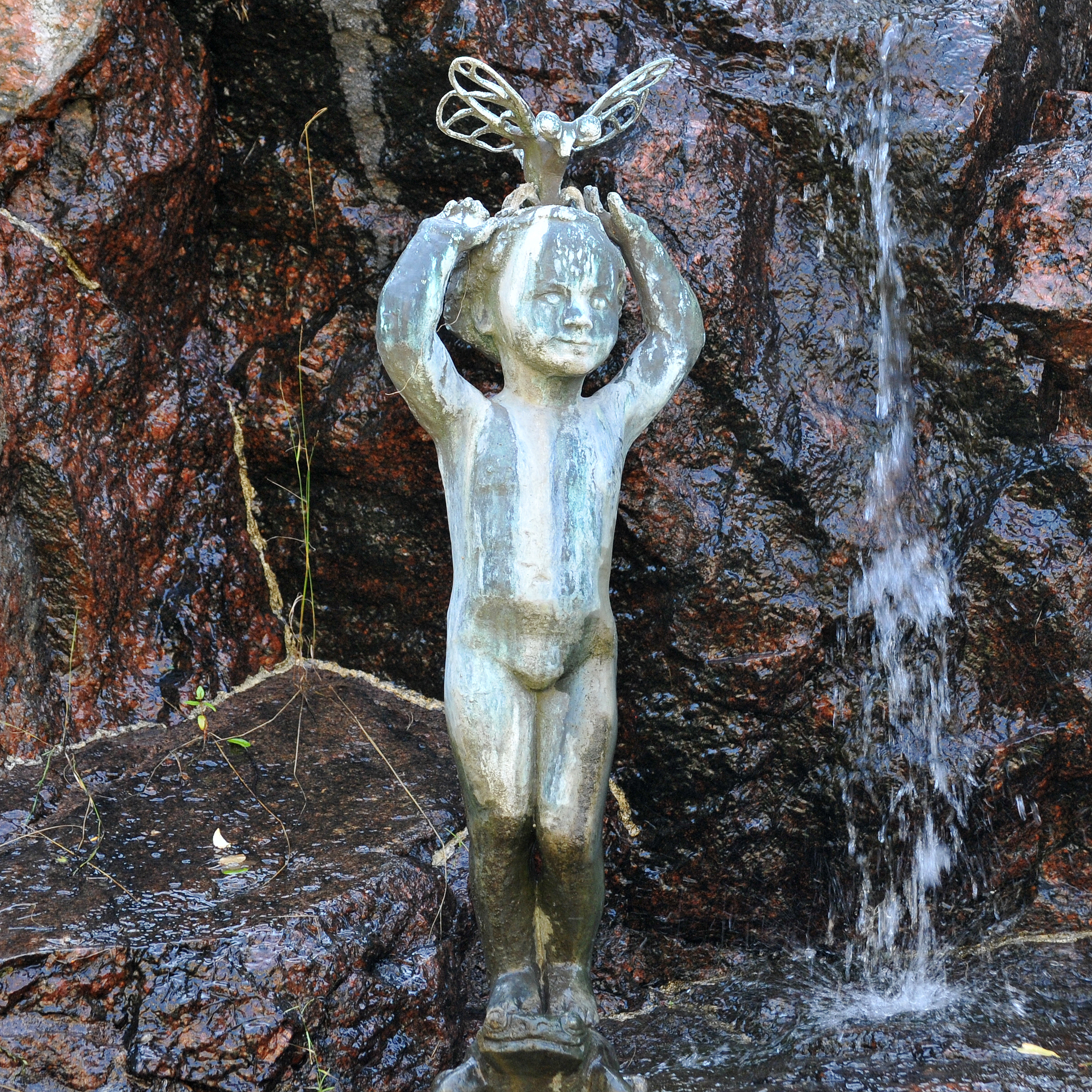
Stenblomman - Tummelisa Östra kyrkogatan i Nyköping.
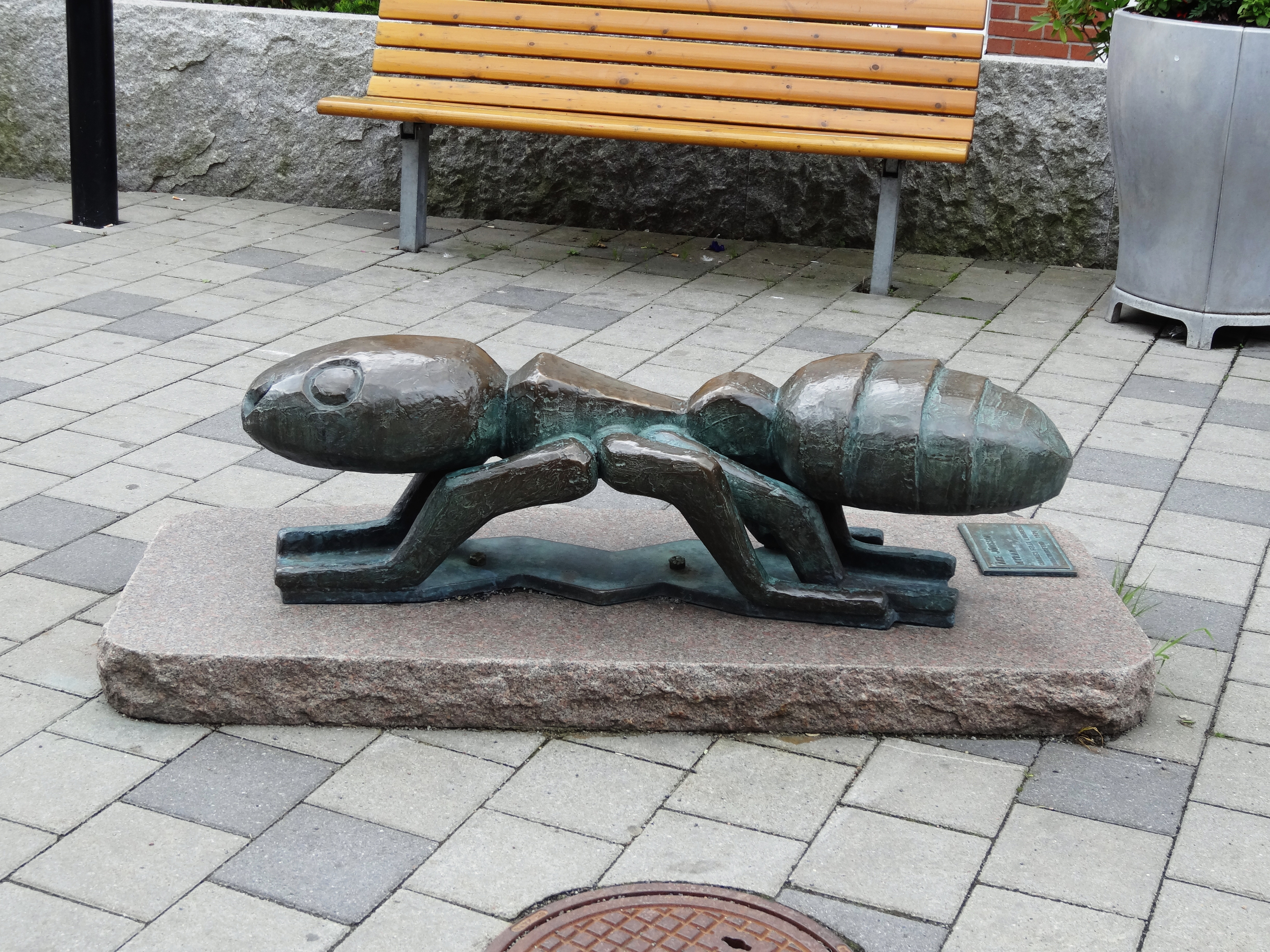
Myran på Tuve torg i Göteborg.
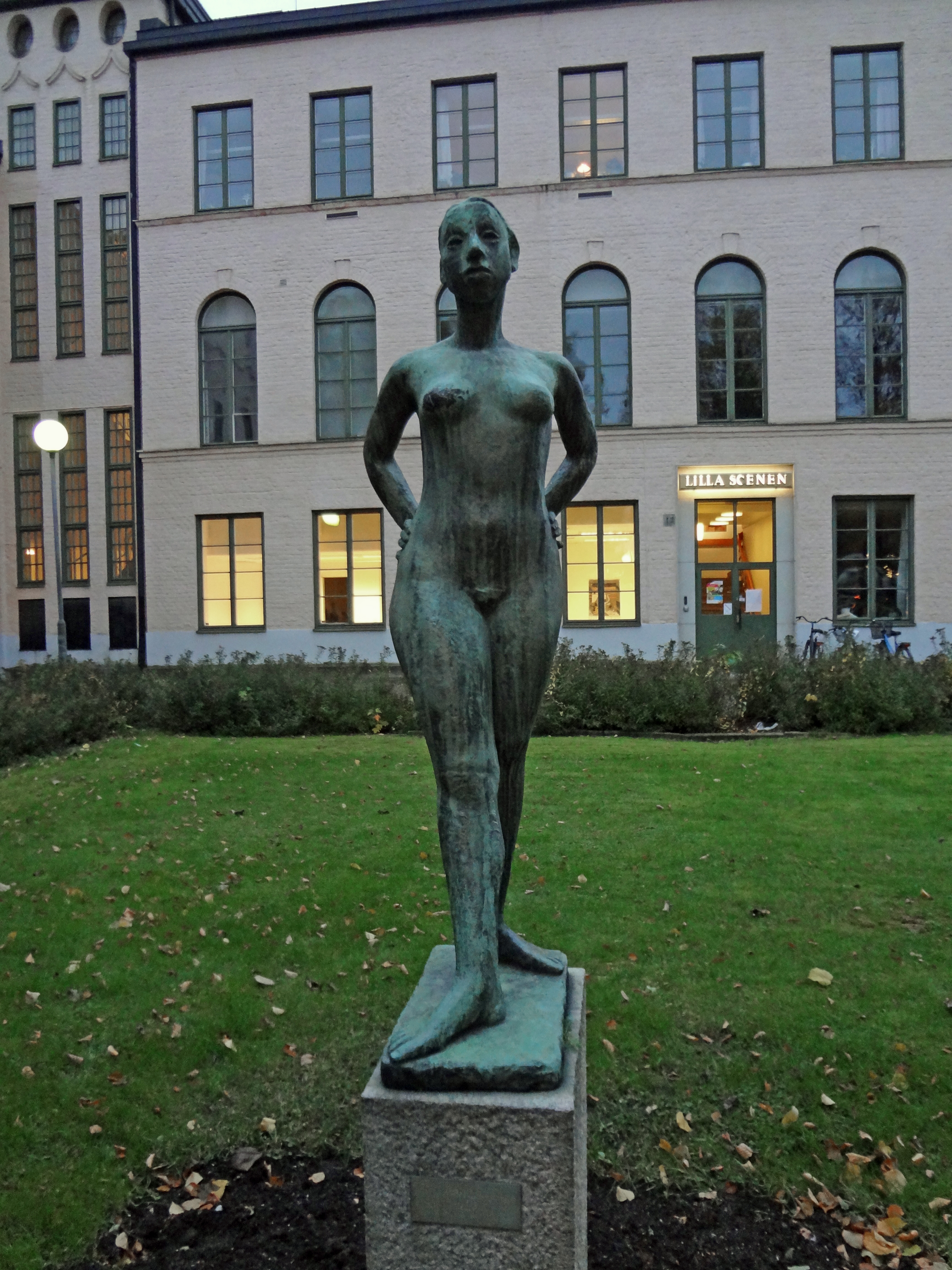
Dansös vid Eskilstuna Stadsteater.
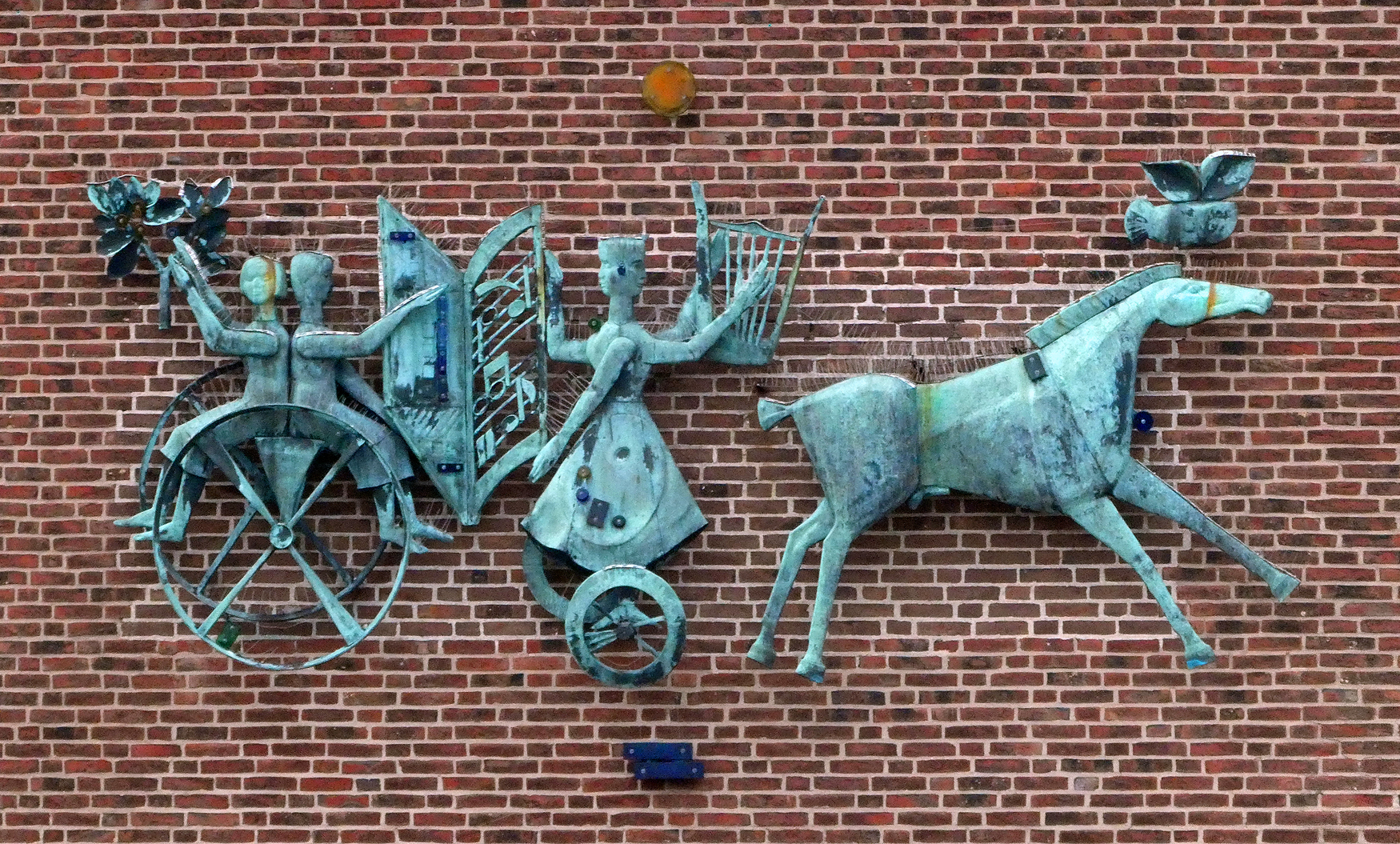
De sköna konsternas vagn på fasaden till Ystads Konstmuseum.
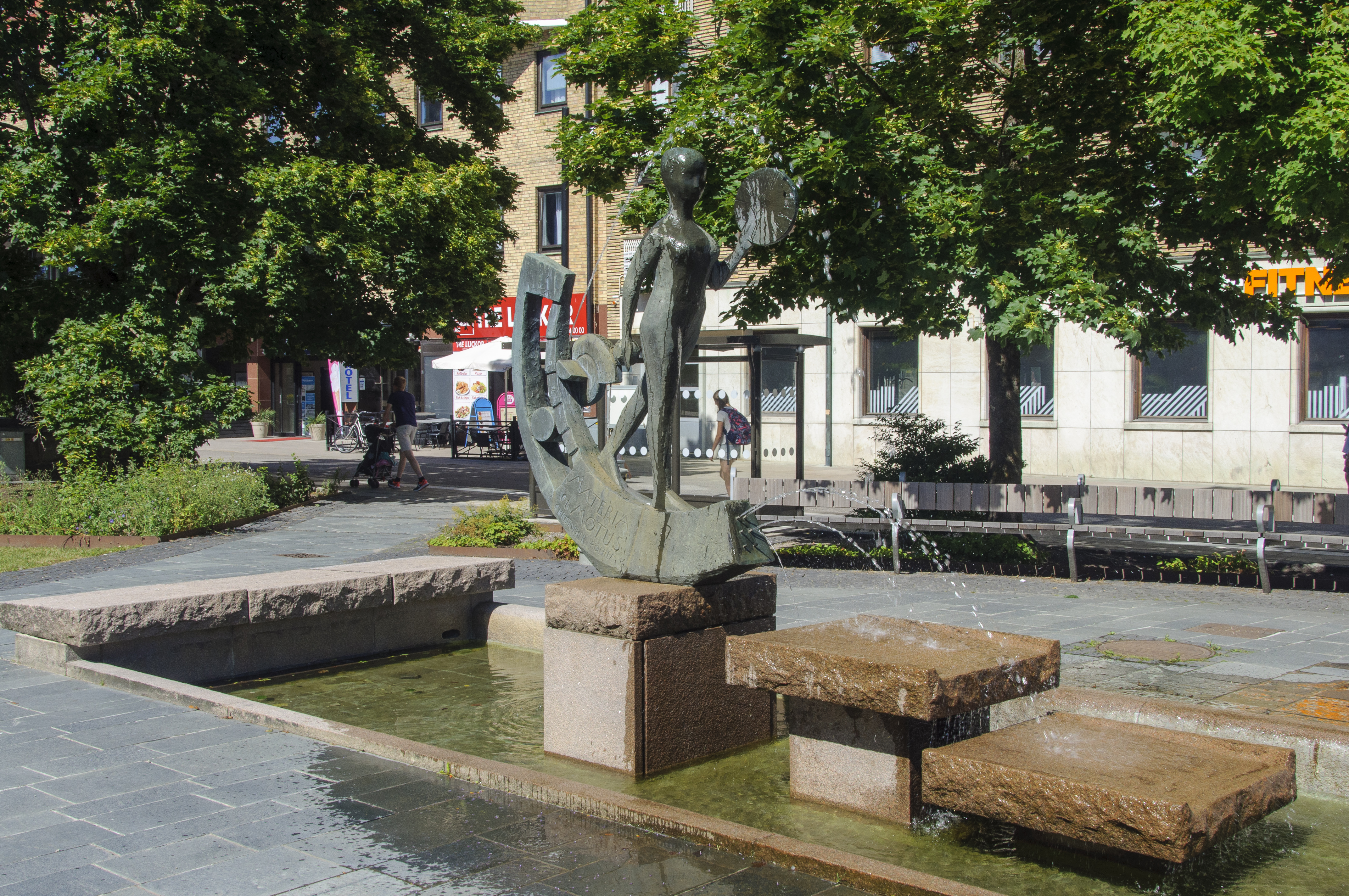
Materia et Motus, Trollhättan.